# Kurhäuser (Kyselka)

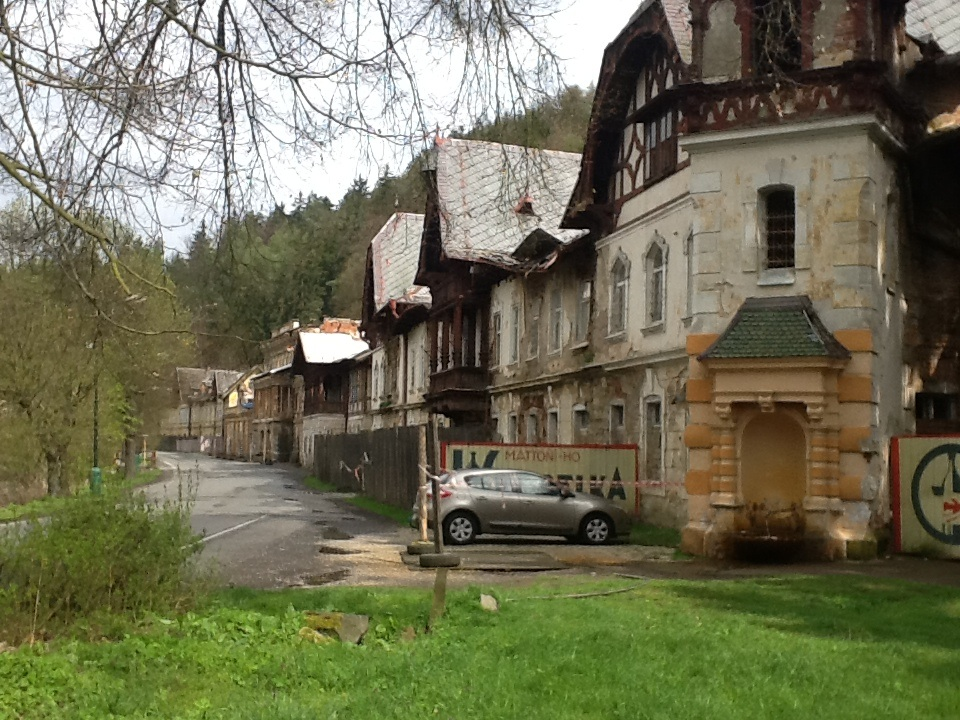
Die verfallenen Kurhäuser von Lázně Kyselka 2014

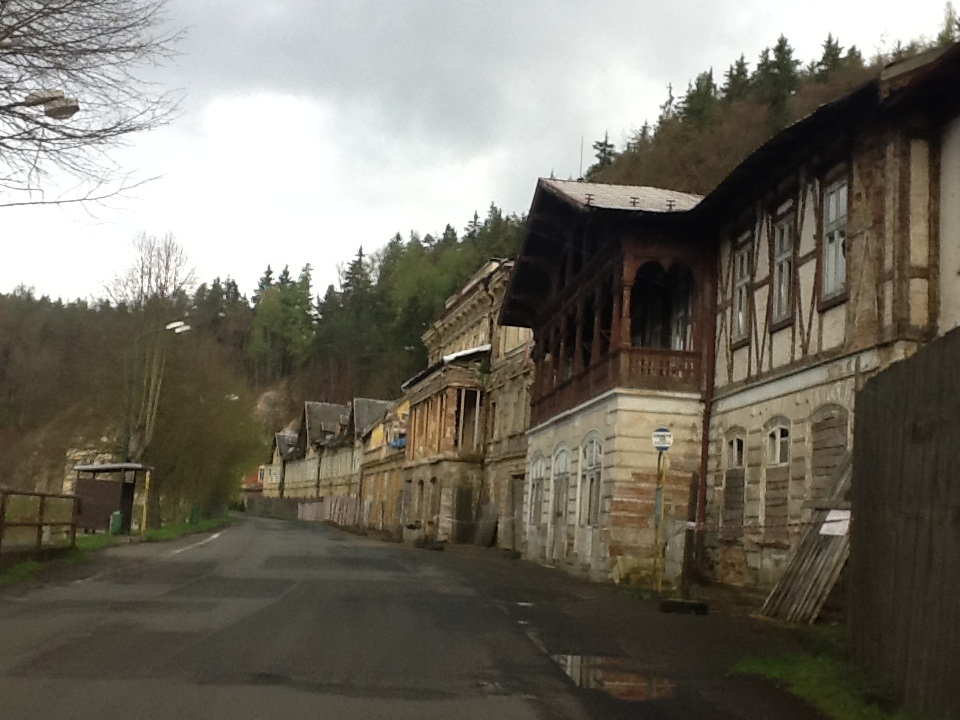
Die hinteren Kurhäuser 2014

Die heute sogenannten Kurhäuser von Kyselka ist eine Gruppe von Mehrzweckgebäuden im ehemaligen Kurort Kyselka. Obwohl die Gebäude von 1957 bis 1990 Teil der Tschechoslowakischen Staatsbäder waren, wurden sie erst im Zeitraum von 2012 bis 2014 zum Denkmal erklärt.

## Beschreibung
Die sogenannten Kurhäuser bilden die größte Häusergruppe im früheren Kurort und der gesamten Gemeinde Kyselka. Durch die jahrelange Vernachlässigung des Ortes sind auch diese Häuser teilweise zerfallen. Die Fassade bröckelt und manche Gebäude haben kein Dach mehr.

## Geschichte

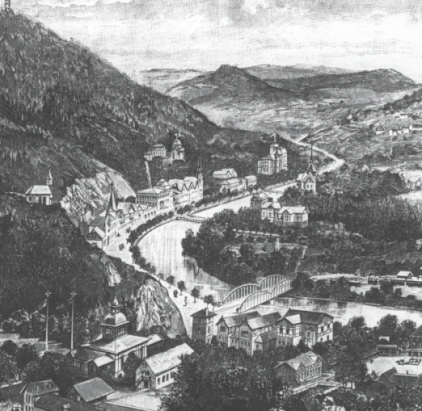
Bild vom Kurort 1902

Die Entdeckung des schmackhaften Mineralwassers um 1792/93 ließ auf dem umliegenden Land einen neuen Kurort entstehen. Durch die wachsende Bekanntheit entstanden dadurch auch um 1810/20 die ersten kleinen Kurhäuser. Doch als die Hauptquellen des Wassers 1867 den Besitzer wechselten und vom italienisch- und deutschstämmigen Unternehmer Heinrich von Mattoni (1830–1910) gekauft wurden, begann erst die eigentliche Entstehung der meisten heutigen Kurhäusern als Verlade- und Beamtenhäuser der Firma Mattoni. Mattoni und sein Geschäftspartner Knoll starteten mit der Abfüllung des Wassers in Glasflaschen und boten es zuerst in Böhmen, später im übrigen Österreich-Ungarn und schließlich in ganz Europa an. 1876 hatte das Unternehmen Mattoni über eine Million Flaschen verkauft. Mit den massiven Gewinnen aus dem Verkauf und auf Rat des Doktors Josef von Löschner kaufte Mattoni das umliegende Land auf; dabei wurde der Ort stark vergrößert.
1894 besuchte Kaiser Franz Joseph I. den Ort. Als der Zustrom der Gäste vor dem Ersten Weltkrieg seinen Höhepunkt hatte, besuchten etwa 4500 bis 5500 Gäste Mattonis Kurort. Von 1946 und 1947 wurde der Ort von überwiegend russischen und ukrainischen Gästen besucht. Danach brach der Besucherstrom komplett ab und die Häuser zerfielen teilweise, dieser Prozess konnte jedoch durch die übrigen Einwohner herausgezögert werden und ist heute teilweise eine Rettung für manche Kurhäuser, die es sonst nicht überstanden hätten. Heute gibt es keine Kurgäste mehr.
Der Verein zur Erhaltung und Entwicklung von Kulturerben (ASORKD) hatte am 13. Februar 2011 beschlossen, eine Kampagne zu starten, um Kyselka zu retten, und war für die Enteignung der Gebäude verantwortlich. Anschließend begannen öffentliche Sammlungen von Geld und staatliche Subventionen, um den Ort zu retten. 2012 hatte es die Bewegung geschafft, 27.000 Unterschriften zu sammeln, und erregte so zum ersten Mal seit den 1970ern wieder Aufmerksamkeit. Auch durch Medienstrategie wurde die Unterstützung gesammelt, und das Unternehmen KMV half mit einer finanziellen Spende nach. Doch die ASORKDU stand vor weiteren Herausforderungen. Als Präsident Václav Klaus den Ort besuchte, lehnte er eine Verstaatlichung ab, was eine weitere Bürde war. Mit der Zeit wuchs der öffentliche Wille zur Rettung jedoch stark, und berühmte Persönlichkeiten wie der Schauspieler und Regisseur Ladislav Smoljak oder Ombudsmann Otakar Mattoni, der Urenkel Mattonis, besuchten den Ort. 2013 wurde offiziell die Rekonstruktion beschlossen, wobei nur wenige Gebäude rekonstruiert werden sollten und der Rest abgerissen werden sollte. Schließlich sah man von diesem Plan ab und es werden jetzt, dank der vielen Sponsoren, alle Gebäude rekonstruiert.

## Galerie

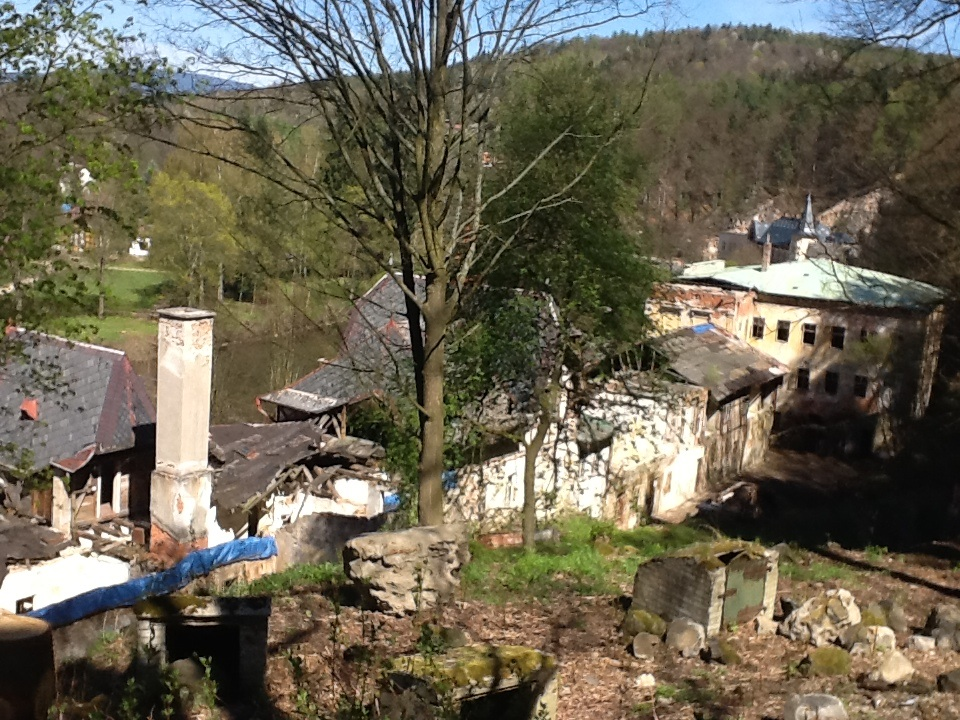
Die sogenannten Kurhäuser von hinten 2014 mit den Fundamenten der ehemaligen Standseilbahn im Vordergrund
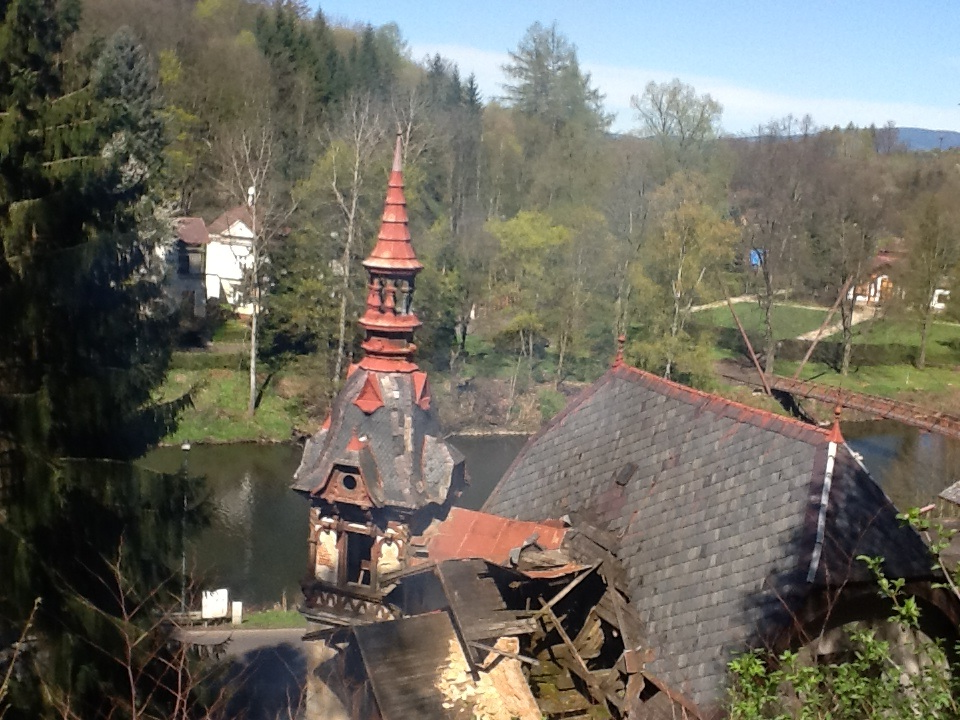
Das Jindřichův-Gericht
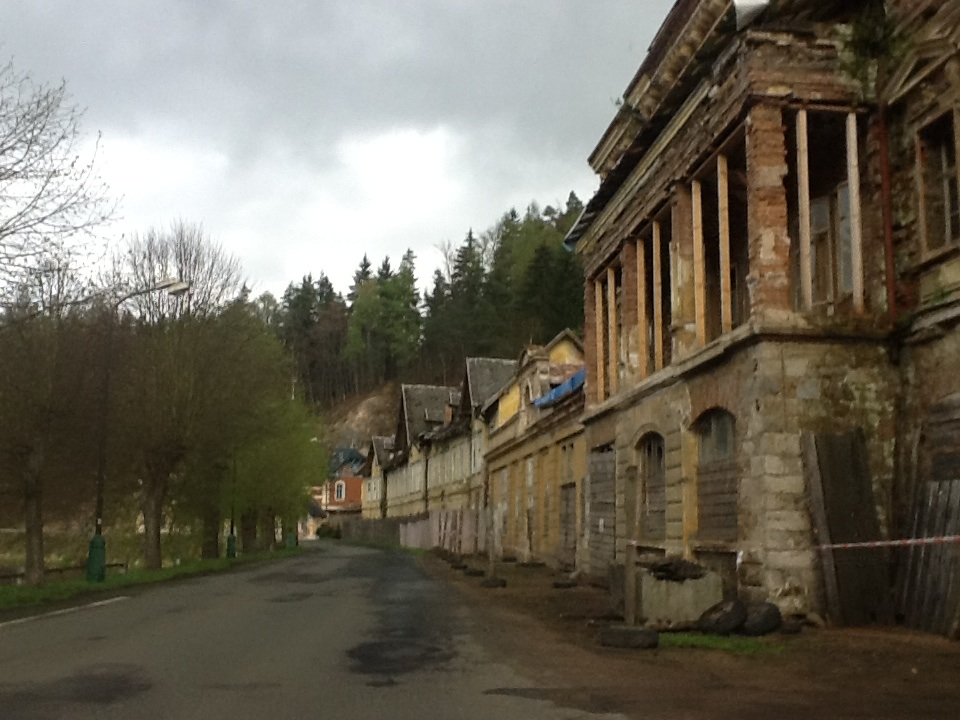
Westliche Kurhäuser
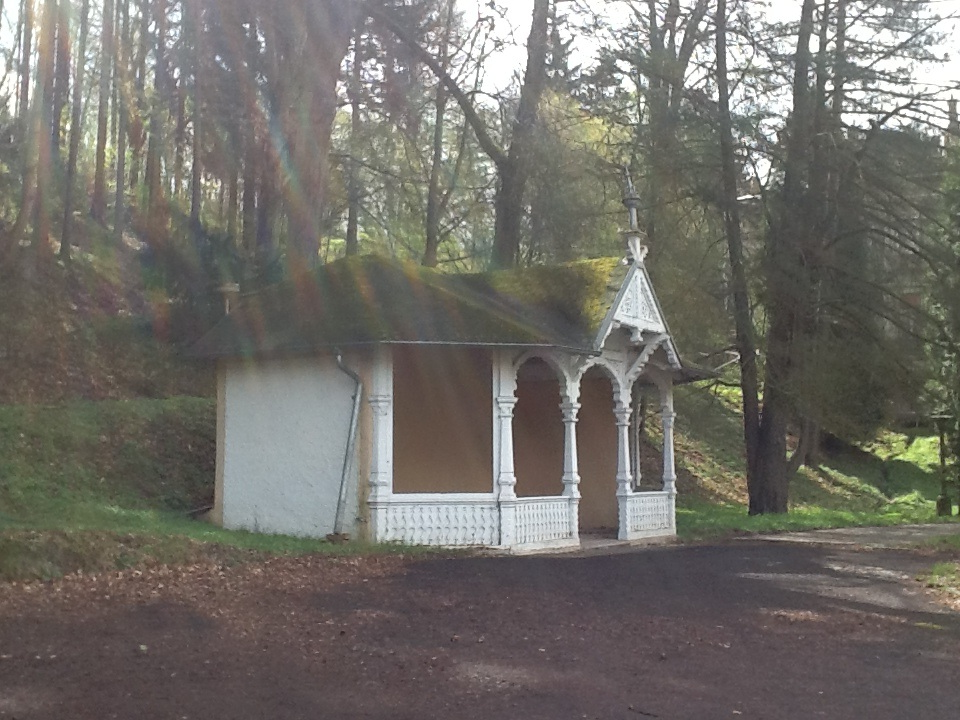
Ein Kurpavillon
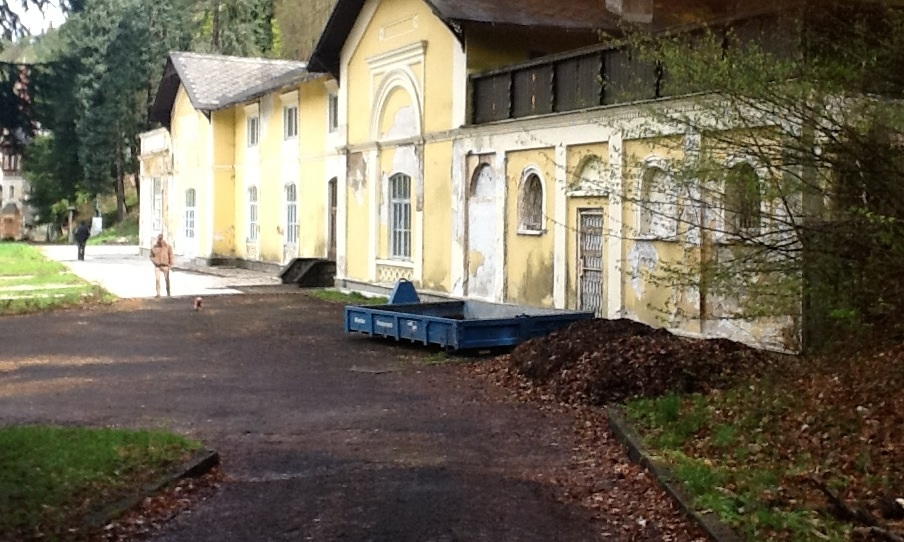
Das ehemalige Ehemaliges Kur-Restaurant